# ピエール＝ジュール・ジョリヴェ
ピエール＝ジュール・ジョリヴェ（Pierre-Jules Jollivet、1794年6月26日 - 1871年9月7日）はフランスの画家、版画家である。風俗画や歴史画を描いた。

## 生涯
パリに生まれた。初め建築をジャック＝マリー・ユーヴェ(Jacques-Marie Huvé)やオーギュスト・ファマン(Auguste Famin)に学ぶが、20代後半になった1822年になって、画家の道に転じた。パリのエコール・デ・ボザールでフランソワ＝ルイ・デジュアンヌ(François-Louis Dejuinne)やアントワーヌ＝ジャン・グロ(Antoine-Jean Gros)に学んだ。同じ頃、ドイツ人のアロイス・ゼネフェルダーによって開発されたリトグラフ（石版画）の技術も学んだ。
リトグラフの技術を習得したことで、1826年にスペイン王フェルナンド7世の宮廷に招かれ、マドリードの宮殿の美術品の目録を出版するための図版を描く仕事をし、18枚の図版を制作した。版画の仕事が終わった後もしばらくスペインに留まり、その後パリに戻った。
パリでは、歴史画や風俗画を描き、スペインで見た情景を多く描くようになった。1831年から、サロン・ド・パリへの出展を始めた。1830年代の後半になって国王ルイ・フィリップの注文で、フランス歴史博物館のために歴史画の大作を制作し、第1回十字軍の指導者のゴドフロワ・ド・ブイヨンの事績や1794年のホーフレーデの戦いを題材に描き、フランス革命のトゥルコアンの戦いを描いた版画も制作した。
パリの教会のための宗教画も描いた。
弟子にはギュスターヴ・ブーランジェやウジェーヌ・フラマン＝ドゥロルメル(Eugène Froment-Delormel)がいる。

## 作品

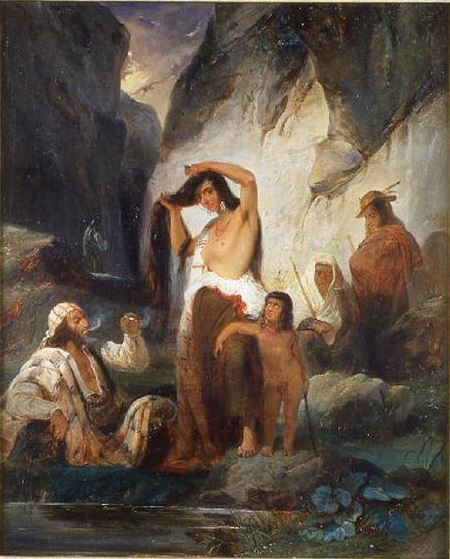
ジプシー
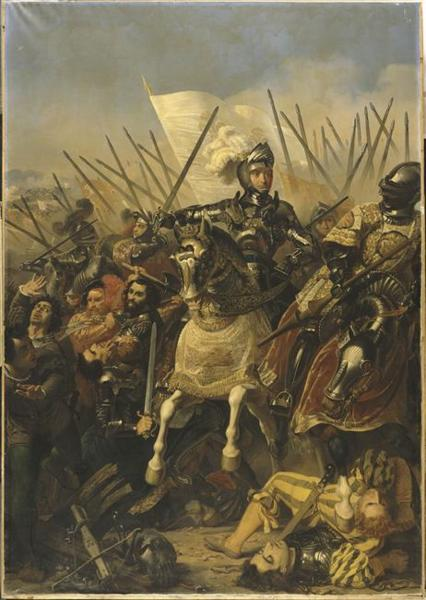
アニャデッロの戦い(カンブレー同盟戦争)
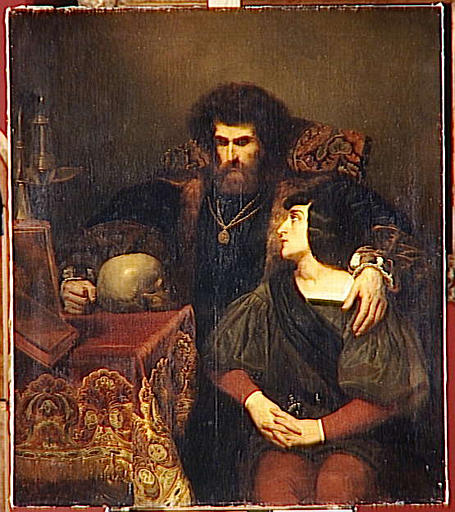
ララ-バイロンの詩の人物
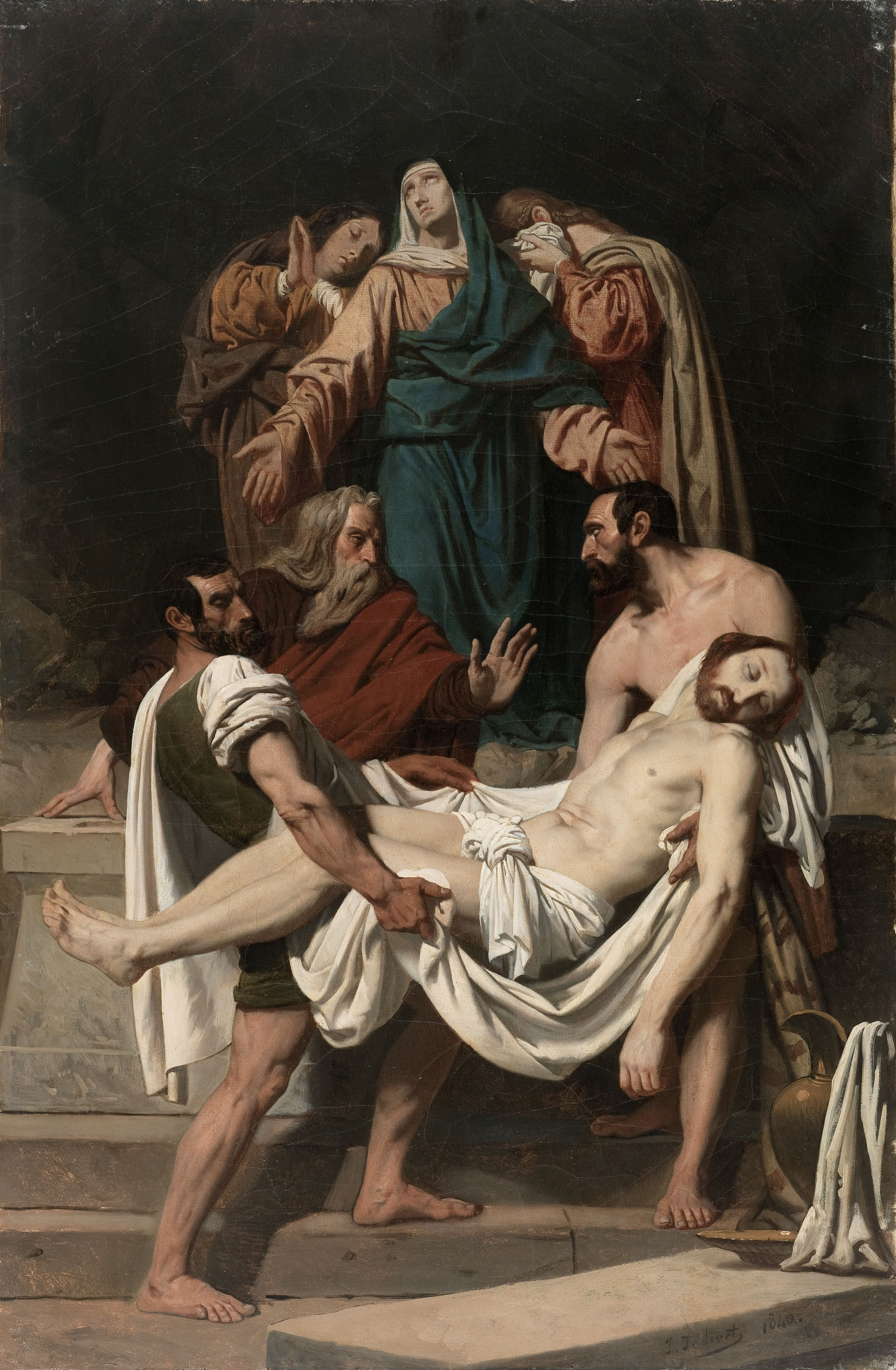
キリストの埋葬

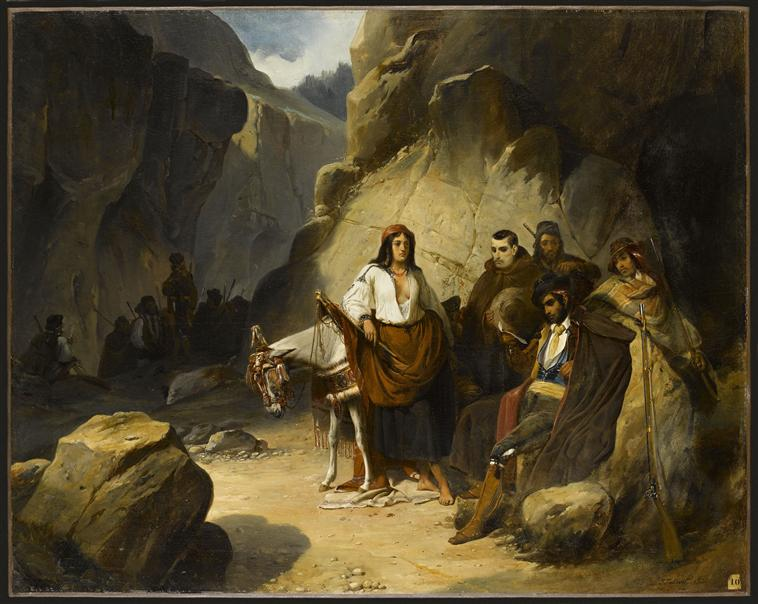
ゲリラ
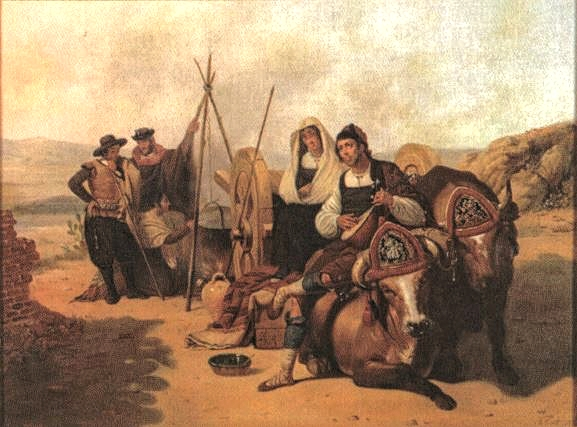
イタリアの田舎の風景
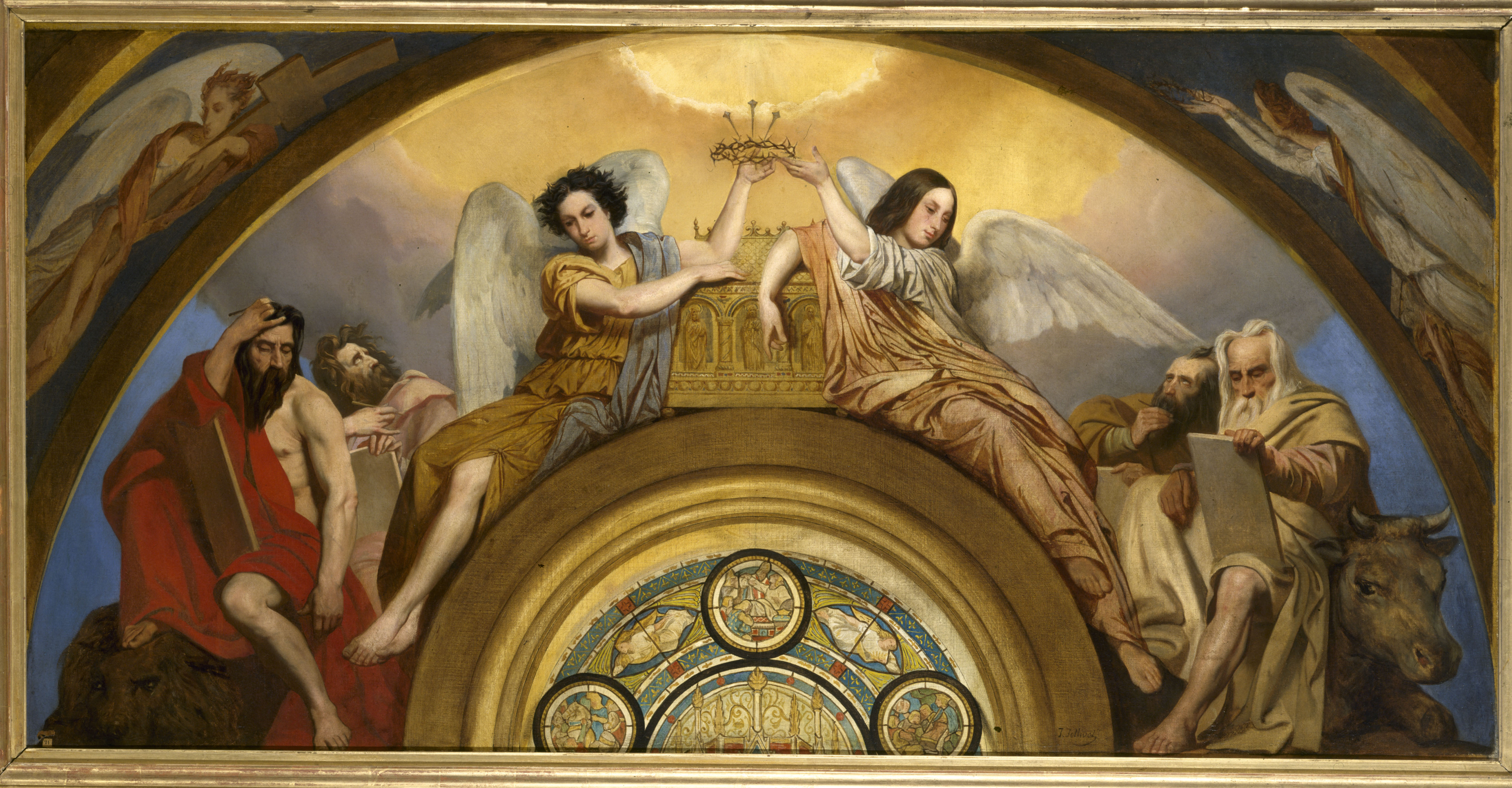
装飾画

## 関連図書
- Georges Brunel, Laves émaillées : un décor oublié du XIXe siècle, Musée de la vie romantique, Paris, 15 October 1998-17 January 1999 (exhibition catalog)